# Leiostoma tongense
Leiostoma tongense là một loài Rêu trong họ Orthotrichaceae. Loài này được (Sull.) Paris mô tả khoa học đầu tiên năm 1897.